# Parlamento Federal da Bélgica
O Parlamento Federal da Bélgica é o órgão legislativo bicameral da Bélgica, é composto do Senado e da Câmara dos Representantes, sua sede é o Palácio da Nação em Bruxelas.

## Senado
O Senado é formado por 60 membros, existem três tipos de senadores: senadores eleitos, senadores comunitários e senadores cooptados, até 1991 somente homens poderiam ser senadores. 29 são eleitos pelo Parlamento Flamengo, 10 pelo Parlamento da Comunidade Francesa e 1 pelo Parlamento da Comunidade Alemã, os senadores cooperados são apontados pelos próprios senadores.

## Câmara dos Representantes
A Câmara dos Representantes é formada por 150 membros eleitos de 11 distritos eleitorais, todos os distritos são baseados nas províncias do país e Bruxelas, o menor distrito é o de Luxemburgo com 4 representantes, e o maior é o da Antuérpia com 24 representantes.

### Composição Atual
| Partido | Partido                        | Ideologia               | Espectro                  | Região   | Membros  | Status   |
| ------- | ------------------------------ | ----------------------- | ------------------------- | -------- | -------- | -------- |
|         | Nova Aliança Flamenga          | Conservadorismo liberal | Centro-direita            | Flandres | 25 / 150 | Oposição |
|         | Partido Socialista             | Social-democracia       | Centro-esquerda           | Valônia  | 19 / 150 | Governo  |
|         | Vlaams Belang                  | Nacionalismo flamengo   | Direita/Extrema-direita   | Flandres | 18 / 150 | Oposição |
|         | Movimento Reformador           | Liberalismo             | Centro-direita            | Valônia  | 14 / 150 | Governo  |
|         | Ecolo                          | Ecologismo              | Centro-esquerda           | Valônia  | 13 / 150 | Governo  |
|         | Democratas-Cristãos            | Democracia cristã       | Centro-direita            | Flandres | 12 / 150 | Governo  |
|         | Partido do Trabalho            | Comunismo               | Esquerda/Extrema-esquerda | Nacional | 12 / 150 | Oposição |
|         | Liberais e Democratas          | Liberalismo             | Centro-direita            | Flandres | 12 / 150 | Governo  |
|         | Partido Socialista - Diferente | Social-democracia       | Centro-esquerda           | Flandres | 9 / 150  | Governo  |
|         | Groen                          | Ecologismo              | Centro-esquerda           | Flandres | 8 / 150  | Governo  |
|         | Centro Democrático Humanista   | Democracia cristã       | Centro-direita            | Valônia  | 5 / 150  | Oposição |
|         | DéFI                           | Regionalismo valão      | Centro-direita            | Valônia  | 2 / 150  | Oposição |